# NGC 101
NGC 101 és una galàxia espiral barrada localitzada en la constel·lació de l'Escultor.